# Leonid Kadenjuk
Leonid Kostjantynovitsj Kadenjuk (Oekraïens: Леонід Костянтинович Каденюк) (Klichkivtsi (Oblast Tsjernivtsi), 28 januari 1951 – Kiev, 31 januari 2018) was een Oekraïens ruimtevaarder. Kadenjuks eerste en enige ruimtevlucht was STS-87 met de spaceshuttle Columbia en begon op 19 november 1997. Tijdens de missie werd er wetenschappelijk onderzoek gedaan met de Spartan-module. 
Kadenjuk werd in 1976 geselecteerd om te trainen als astronaut. In 1988 ging hij als astronaut met pensioen.
Hij ligt begraven op de Bajkove-begraafplaats.